# Tony Trabert
Marion Anthony "Tony" Trabert (Cincinnati, Estados Unidos, 16 de agosto de 1930 - Ponte Vedra Beach, Florida, 3 de febrero de 2021) fue un tenista y comentarista deportivo estadounidense que se destacó como amateur a mediados de los años 50 cuando conquistó cinco títulos de Grand Slam en individuales y otros cinco en dobles (cuatro de ellos junto a su compatriota Vic Seixas).

## Torneos de Grand Slam

### Campeón Individuales (5)
| Año  | Torneo                            | Oponente en la final | Resultado       |
| 1953 | US National Singles Championships | Vic Seixas           | 6-2 6-2 6-3     |
| 1954 | Campeonato Francés                | Art Larsen           | 6-4 7-5 6-1     |
| 1955 | Campeonato Francés                | Sven Davidson        | 2-6 6-1 6-4 6-2 |
| 1955 | Wimbledon                         | Kurt Nielsen         | 6-3 7-5 6-1     |
| 1955 | US National Singles Championships | Ken Rosewall         | 9-7 6-3 6-3     |

### Campeón Dobles (5)
| Año  | Torneo                            | Pareja       | Oponentes en la final             | Resultado           |
| 1950 | Campeonato Francés                | Bill Talbert | Jaroslav Drobný Eric Sturgess     | 6-2 1-6 10-8 6-2    |
| 1954 | Campeonato Francés                | Vic Seixas   | Lew Hoad Ken Rosewall             | 6-4 6-2 6-1         |
| 1954 | US National Doubles Championships | Vic Seixas   | Lew Hoad Ken Rosewall             | 3-6 6-4 8-6 6-3     |
| 1955 | Campeonato Australiano            | Vic Seixas   | Lew Hoad Ken Rosewall             | 6-3 6-2 2-6 3-6 6-1 |
| 1955 | Campeonato Francés                | Vic Seixas   | Nicola Pietrangeli Orlando Sirola | 6-1 4-6 6-2 6-4     |

### Finalista Dobles (1)
| Año  | Torneo    | Pareja     | Oponentes en la final   | Resultado       |
| 1954 | Wimbledon | Vic Seixas | Rex Hartwig Mervyn Rose | 4-6 4-6 6-3 4-6 |